# Ismenia prarensis
Ismenia prarensis là một loài ruồi trong họ Tachinidae.